# Galantheae
Galantheae es una tribu perteneciente a la familia Amaryllidaceae. Incluye los géneros Acis, Galanthus, Hannonia, Lapiedra, Leucojum. 
Galanthus y Leucojum son dos géneros popularmente conocidos en jardinería.